# グレッグ・ハウ
グレッグ・ハウ（Greg Howe、1963年12月8日 - ）は、アメリカ合衆国のハードロック/フュージョン・ギタリスト。

## 来歴
マイク・ヴァーニーにデモテープを送りつけて以降、デビューしたシュラプネル系のギタリストである。少年だったグレッグが内気だったことを心配した彼の父親がギター演奏を勧めたのがギターを手にしたきっかけである。初めはアコースティックであり、最初のエレキギターはピックアップがたくさん付けられたテスコ・デル・レイ。彼はこのギターを後に手放しているが、持っているべきだったと述懐している。以前は実兄のアルバート（アル）・ハウをヴォーカルに迎えた"HOWEII"というハードロックバンドでも活動していた。その後は自身の活動の他、各種セッションや、インシンクなどのツアーの参加等、幅広く活動している。2001年には櫻井哲夫のソロアルバム"Gentle Hearts"に参加。2004年のGentle Heartsツアーにも同行した。

## 奏法
速弾き、スウイープ、タッピングを高度に演奏できる。またクリーントーンでのカッティングも得意としている。
スケールアウトする場合、基準となるキーに対して、半音さげる。これはジョン・スコフィールドなども得意としている奏法である。

## 楽曲
楽曲及びフレージングが難解で、尚かつ複雑なだけではなく音楽的である。

## 機材
初期はフェンダーのHMストラトで、後にノーマルなストラトのヴァリエーション、フュージョン期に入った後期あたりからESPのカスタムモデル。最近はGuitar Centerが立ち上げたブランドLaguna GuitarsのLE924を使用している。
ピックアップのレイアウトは主にリアにノーマルサイズのハムバッカー、フロントにシングルサイズハムバッカーのツーピックアップが彼の標準的なレイアウト。

## ディスコグラフィ

### ソロ・アルバム
- Greg Howe (1988・2010)
- Introspection (1993・2011)
- Uncertain Terms (1994)
- Parallax (1995)
- Five (1996)
- Ascend (1999)
- Hyperacuity (2000)
- Extraction (2003)
- Collection: The Shrapnel Years (compilation) (2006)
- Sound Proof (2008)

### コラボレーション・アルバム
Howe II
- High Gear (1989)
- Now Hear This (1991)

Richie Kotzen & Greg Howe
- Tilt (1995・2010)
- Project (1997)

Vitalij Kuprij
- High Definition (1997・2011)

Tetsuo Sakurai
- Gentle Hearts  (2001)
- Gentle Hearts Tour 2004 (ライブ) 【CD】 (2005)
- ジェントル・ハーツ・ツアー 2004 (ライブ) 【DVD】 (2005)
- Vital World  (2010)

### その他
- Hot Rock Licks (教則)【VHS・DVD】(1989・2009)
- Convergence – James Murphy (1996)
- Rhythm of Time – Jordan Rudess (2004)
- A Guitar Supreme – various guitarists compilation (2004)
- The Spirit Lives On – Jimi Hendrix tribute (2004)
- Visions of an Inner Mounting Apocalypse: A Fusion Guitar Tribute – various guitarists compilation (2005)
- Io Canto – Laura Pausini (2006)
- Collection – Jason Becker (2008)